# Stan Getz
Stanley Gayetzki, más conocido como Stan Getz (Filadelfia, Pennsylvania, 2 de febrero de 1927 - Malibú, condado de Los Ángeles, California, 6 de junio de 1991), fue un saxofonista tenor de jazz estadounidense. 
Considerado como uno de los más importantes saxofonistas tenores de la historia del jazz, fue conocido por el sobrenombre de The Sound ("El Sonido") debido a su tono cálido y lírico apreciable en temas como su versión de Garota de Ipanema. Destacó en las corrientes del bebop el cool jazz y el bossa nova.
La primera influencia de Getz fue el ligero y suave tono de Lester Young.

## Biografía

### Inicios
Nacido en Filadelfia, cuando contaba cuatro años de edad su familia se trasladó a Nueva York, donde vivió en el barrio del Bronx. Las peleas callejeras y la actitud de otros hacia su origen judío hicieron que desarrollara una fuerte personalidad, orgullosa y desafiante. 
Empezó estudiando contrabajo y fagot antes de decidirse por el saxo a la edad de trece años, cuando su padre le compró uno. A los quince debutó profesionalmente con la orquesta de Dick "Stinky" Rogers y hasta 1946 militó sucesivamente en nueve big bands, algunas como la de Benny Goodman, con las que grabará sus primeros solos. A los diecinueve viajó a Los Ángeles donde escuchó a Dexter Gordon y Wardell Gray, y se entusiasmó con esos dos grandes saxos tenores que conjugaban en sus estilos las enseñanzas de Lester Young y Charlie Parker. En 1947 entró a trabajar en una orquesta dirigida por Tony de Carlo, con la que tocaba mambos en el club Pontrelli´s. Esta formación era un tanto atípica ya que en ella tocaban cuatro solistas, todos con saxo tenor. Estos adoptaron un estilo aéreo, una sonoridad recubierta de un fieltro muy "a la Lester" que, pronto, hizo que les apodasen "Los Hermanos". Woody Herman que buscaba personalidad para su nueva orquesta, conquistado por su sonido los contrató a todos juntos excepto a Jimmy Giuffre.
En diciembre de 1948 grabó su histórico solo en Early Autumn. De la noche a la mañana, su nombre se hizo mucho más conocido y se ganó el sobrenombre de «El Sonido»(The Sound). En 1949 dejó la orquesta de Woody Herman, y empezó a liderar combos con Horace Silver, Al Haig, ambos pianistas, Roy Haynes o Tiny Kahn, baterías y con el guitarrista Jimmy Raney. A partir de 1952 inició su colaboración con el productor Norman Granz. 

### Cool jazz
En los años 50, Getz se hizo bastante famoso tocando cool con un joven Horace Silver, Oscar Peterson, y muchos otros. Los dos primeros quintetos de Getz fueron especialmente famosos por sus músicos, que incluían la sección rítmica de Charlie Parker con el batería Roy Haynes, el pianista Al Haig o el bajo Tommy Potter. En 1955 se editó su disco West Coast Jazz. El nombre fue una especie de broma, puesto que Getz era comúnmente asociado al llamado West Coast Jazz, sin ser realmente un músico de la Costa Oeste ni participar de la escena californiana de jazz. Paradójicamente, el álbum tuvo una gran repercusión y llegó a convertirse en un paradigma del estilo. 
Después, ya en 1958, Getz intentó escapar de su adicción a las drogas (por la cual había sido arrestado cuatro años antes) trasladándose a Copenhague, Dinamarca. En 1961 regresó a Estados Unidos y descubrió que el público americano le había olvidado, en buena medida debido al peso de otros tenores como John Coltrane y Sonny Rollins. Para "contraatacar" grabó junto al compositor, arreglista y director de orquesta Eddie Sauter. El álbum surgido de este encuentro, Focus, es un gran ejemplo de fusión entre jazz y música clásica occidental dentro de lo que se dio en llamar third stream. 

### Bossa-nova y éxito mundial
Para esta época, Getz se hizo muy aficionado de la bossa-nova, por su cadencia y ritmo relajado y romántico. Es así que, a iniciativa del guitarrista Charlie Byrd, grabó en 1962 el disco que le volvió a colocar en la popularidad: Jazz Samba. La canción homónima era una adaptación de la composición de Jobim "So Danço Samba". Getz ganó el Grammy por la mejor interpretación de jazz en 1963 por el tema "Desafinado", y contribuyó a desatar el fenómeno del bossa-nova en Estados Unidos. 
El siguiente paso de esta armoniosa fusión fue el encuentro con los músicos brasileños. Getz grabó con el compositor Antonio Carlos Jobim, el guitarrista João Gilberto y su esposa, la cantante Astrud Gilberto. Su colaboración en el álbum Getz/Gilberto se convirtió en un éxito comercial sin precedentes, haciendo famoso y popular el estilo de Jobim. "Garota de Ipanema" se convirtió en una de las canciones de jazz más conocidas y versionadas de la historia de la música. El trabajo ganó dos premios Grammy en 1965, el de mejor álbum y el de mejor grabación, superando a A Hard Day's Night de Los Beatles. Esto fue sin duda una enorme victoria para el jazz y la bossa-nova y derivó en la propagación de esta música entre millones de personas en el mundo entero, allanando el camino para que la música brasileña y sus instrumentos se sumaran al jazz. Stan Getz comprendió perfectamente el lenguaje de la bossa-nova y sonó completamente natural en las grabaciones que llevó a cabo con los músicos brasileños. 

Pese a su éxito comercial, Getz nunca dejó de situarse en la vanguardia de la escena jazzística. En 1964 grabó con Bill Evans y formó un moderno cuarteto con un joven Gary Burton en el vibráfono que realizó giras y grabó álbumes durante tres años. Varios de estas grabaciones se vieron postergados debido a intención de Verve Records de lanzar al mercado sólo las de bossa-nova. Desde 1967, Getz se empezó a interesar más por la fusión jazz-rock y otras tendencias post bop, haciendo música cada vez más personal, y grabando álbumes con Chick Corea, Stanley Clarke o Gary Burton.

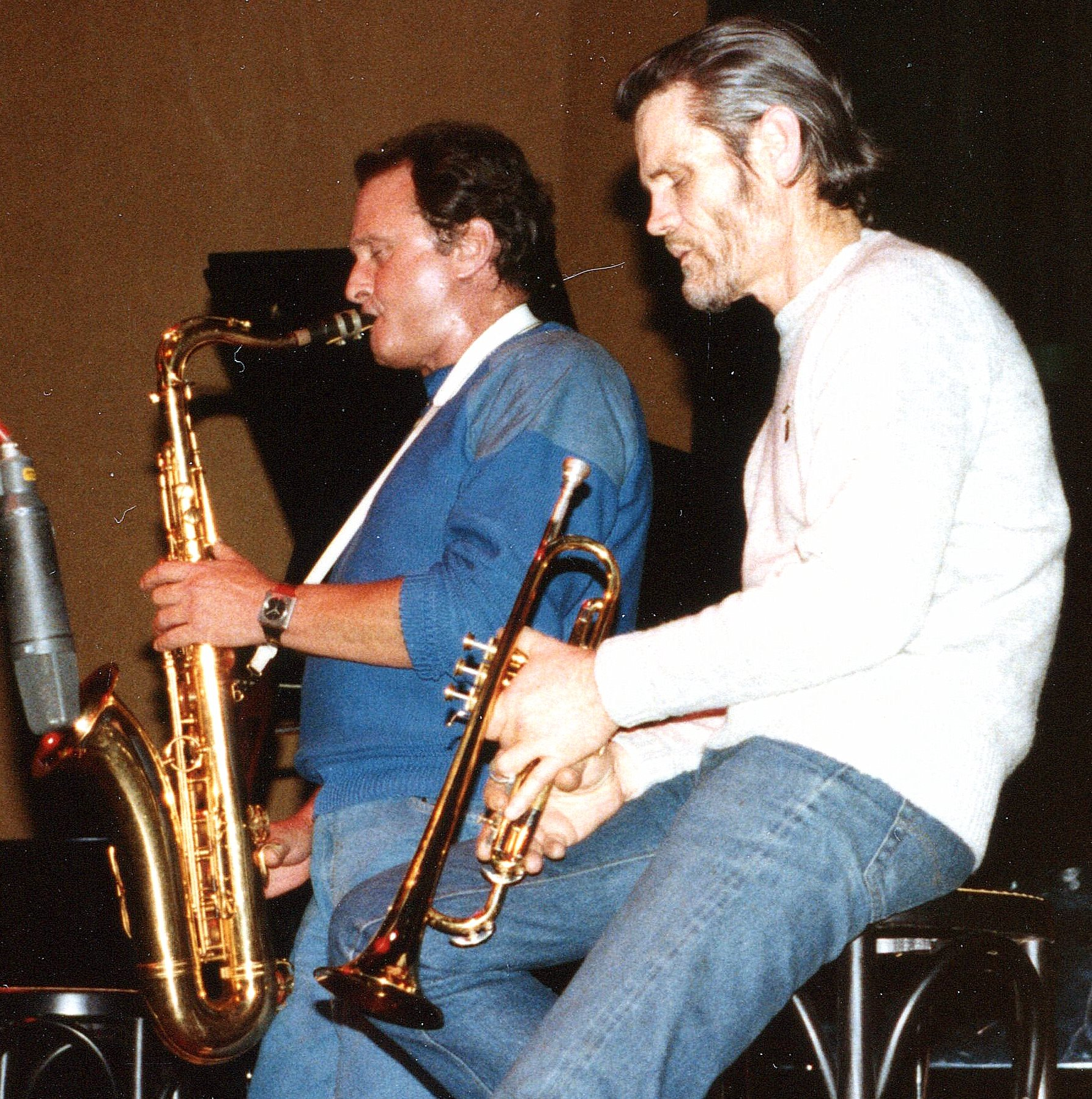
Stan Getz y Chet Baker. Sandvika. 1983.

### Últimos años
A lo largo de los años 80 colaboró con pianistas como Jim McNeely o Kenny Barron, contrabajistas como George Mraz o Rufus Reid y el batería Victor Lewis. En varios ocasiones que visitó México en los años 60s y 70s le agradaba ir a Acapulco y tocar con músicos locales como la chala ,le cuijè etc...en especial con Macario Luviano Ruíz a quién Stan Getz le tuvo gran admiración por su manera de tocar el piano y el Saxofón.
En 1988 interrumpió sus actuaciones europeas, al diagnosticársele cáncer de hígado. Pero siguió tocando hasta prácticamente su último día, el 6 de junio de 1991. Fue incinerado y sus cenizas esparcidas en el Océano Pacífico. En 1998, la "Biblioteca y Centro Multimedia Stan Getz"' situada en el Conservatorio Musical de Berklee, fue dedicada a la memoria del saxofonista gracias a una donación de la Fundación Herb Alpert.

## Citas
- "Mi vida es la música. Y de alguna vaga, misteriosa y subconsciente forma, yo siempre me he visto impulsado por un intenso impulso interno que me ha llevado a, casi compulsivamente, buscar la perfección en la música, a veces -es más, casi siempre- a expensas de todo lo demás en mi vida." - Stan Getz.
- "Una técnica impecable, compás perfecto, un fuerte sentido de la melodía y una más que suficiente técnica con los armónicos, memoria fabulosa y un oído estupendo. Añádale un excelente sentido de la dinámica, tempo, y estructura. Cúbralo con un sonido de oro puro y tendrá a Stan Getz." - El pianista Lou Levy.
- "Admitámoslo. A todos [los saxos tenores] nos gustaría tocar como él lo hace, si pudiéramos." - John Coltrane.

## Discografía parcial
*La fecha indicada es la de edición. Para detalles sobre las fechas de grabación y las sucesivas reediciones, véase discografía de Stan Getz.
- Stan Getz Plays (1953)
- The Artistry of Stan Getz (1953)
- Interpretations by the Stan Getz Quintet (1954)
- West Coast Jazz (1955)
- Hamp and Getz (1955) - con Lionel Hampton
- The Steamer (1957)
- For Musicians Only (1957) - con Dizzy Gillespie y Sonny Stitt
- Stan Getz And The Oscar Peterson Trio (1957)
- At The Opera House (1957)
- Getz Meets Mulligan In Hi-Fi (1957)
- Focus (1961)
- Jazz Samba (1962), remasterizado en 1997
- Big Band Bossa Nova (1962)
- Stan Getz With Cal Tjader (1963)
- Jazz Samba Encore! con Luiz Bonfá (1963)
- Getz/Gilberto (1963), ganador de dos premios Grammy.
- Getz/Gilberto Vol. 2 (1964)
- Getz Au-Go-Go (1964)
- Stan Getz & Bill Evans (1964)
- Stan Getz with Guest Artist Laurindo Almeida (1966)
- Sweet Rain (1967)
- Captain Marvel (1972)
- The Best Of Two Worlds (1976)
- The Peacocks (álbum) (1977)
- Apasionado (1990)
- Serenity (álbum)|Serenity (1991)
- People Time (1991), con Kenny Barron.
- With European Friends - Live 1958-59 (1991)
- Bossas & Ballads - The Lost Sessions (2003), grabado en 1989, aunque no salió a la luz hasta 2003.
- Selections from Getz/Gilberto 76 (2015), grabado en 1976, aunque no salió a la luz hasta 2015.